# Projeto de urânio Norasa
O projeto de urânio Norasa compreende os depósitos de Valência e Namibplaas na região de Erongo, na parte ocidental da Namíbia. As duas partes estão separadas por 7 km e ambas estão totalmente sob propriedade da Forsys Metals. Representa um dos maiores recursos de urânio da Namíbia, com um recurso estimado de 48.200 tU em minério com teor de 0,014 a 0,0167% de urânio. O depósito de Valência foi nomeado após a fazenda onde os depósitos de urânio foram encontrados.
Se construída, a mina deveria produzir 18 milhões de toneladas de urânio por ano ao longo de um período de 11 anos. O projeto é explorado pela Forsys Metals.

## História
O depósito de Valência foi descoberto pela Trekkopje Exploration em 1972. Em 1994, uma licença foi concedida à Tsumeb Corp, uma subsidiária da Gold Fields. Em 2004, a licença foi transferida para a Tsumeb Exploration Company, uma subsidiária da Ongopolo Mining & Processing. Em 2005, a Tsumeb foi adquirida pela Forsys Metals.
A avaliação ambiental preliminar da mina foi concluída no início de 2006, e o estudo de pré-viabilidade foi concluído em maio de 2007. A avaliação de impacto ambiental e o plano de gestão ambiental foram aprovados em junho de 2008. Em agosto de 2008, a licença de mineração foi concedida.
Em 2013, os projetos de Valencia e Namibplaas foram consolidados como projeto de urânio Norasa. No mesmo ano, a Forsys Metals demitiu a maioria dos trabalhadores da mina devido ao baixo preço do urânio. Em 2014, iniciou o novo estudo de viabilidade.

## Controvérsia da venda
Em 2008 foi anunciado que o projeto seria adquirido pela George Forrest International, contudo, negócio foi cancelado em 2009. De acordo com os documentos publicados pelo Wikileaks, o acordo foi interferido pelas autoridades dos Estados Unidos e do Canadá por causa do medo de que George Forrest venderia urânio ao Irão caso obtivesse a mina.